# Olejek herbaciany
Olejek herbaciany – olejek eteryczny otrzymywany z drzew herbacianych – melaleuki skrętolistnej Melaleuca alternifolia oraz Melaleuca dissitiflora. Dzięki substancjom zawartym w olejku (m.in. terpinen-4-ol, alfa-terpineol, p-cymen, terpinen alfa, alfa-pinen i inne) wykazuje on działanie antyseptyczne, antybakteryjne, przeciwgrzybicze, przeciwzapalne i przeciwświądowe.
Badania in vitro udowodniły wysoką aktywność przeciwdrobnoustrojową olejku wobec szerokiego spektrum drobnoustrojów: ziarenkowców i pałeczek Gram-dodatnich oraz Gram-ujemnych, zarówno tlenowych, jak i beztlenowych, grzybów drożdżopodobnych, grzybów pleśniowych oraz dermatofitów. Wykazano synergizm działania antyseptycznego z innymi olejkami eterycznymi.